# My Favorite Year (álbum)
My Favorite Year é o primeiro álbum solo do tecladista, guitarrarista, baixista e vocalista do Fastball, Tony Scalzo. A engenharia de som ficou por conta de Joe Blaney, que ajudou a fazer a engenharia do álbum Combat Rock, da banda inglesa de punk rock The Clash. Tony começou a trabalhar no álbum em 2011, quanto ele iniciou uma campanha no Kickstarter. Segundo Tony, as faixas que ele co-escreveu com seu colega de Fastball Miles Zuniga forom originalmente criadas para o próprio Fastball, mas não foram incluídas em nenhum álbum da banda. Ele definiu o gênero do álbum como "pop melódico".

## Faixas
| N.º            | Título | Duração |  |
| 1.             | "Love Lost" (Amor Perdido)                                                                                  | 2:39    |  |
| 2.             | "Regretfully" (Lamentavelmente)                                                                             | 2:36    |  |
| 3.             | "Don't Let Anyone" (Não Deixe Ninguém)                                                                      | 3:27    |  |
| 4.             | "Halfway Girl" (Garota Provocante)                                                                          | 3:54    |  |
| 5.             | "Ziggy" (Tony, Chris Stills, Miles Zuniga)                                                                  | 3:40    |  |
| 6.             | "Reality" (Realidade (escrita por Tony, Tucker Livingston))                                                 | 2:36    |  |
| 7.             | "Free World" (Mundo Livre (escrita por Tony, Britt Daniel, Miles))                                          | 3:25    |  |
| 8.             | "Looks Like I've Thrown it All Away" (Parece que eu Joguei Tudo Isso Fora (escrita por Tony, Cory Glaeser)) | 3:23    |  |
| 9.             | "Par of the Course" (Típico)                                                                                | 3:10    |  |
| 10.            | "Bed I Made" (Cama que Eu Fiz)                                                                              | 4:09    |  |
| 11.            | "Forever Girl" (Garota Eterna)                                                                              | 2:28    |  |
| 12.            | "Last Word" (Última Palavra)                                                                                | 3:04    |  |
| Duração total: | Duração total:                                                                                              | 38:31   |  |

## Créditos
- Tony Scalzo  - vocais, vocal de apoio, violão, baixo, piano, guitarra, piano elétrico Wurlitzer
- Stephen Belans - bateria, percussão, produção
- Jon Sanchez - guitarras adicionais em todas as faixas exceto "Don't Let Anyone", "Halfway Girl", "Reality", "Par of the Course" e "Bed I Made"; Kaossilator em "Looks Like I've Thrown it All Away"
- Billy Cassis - guitarras adicionais em "Don't Let Anyone", "Reality", "Looks Like I've Thrown it All Away", "Forever Girl" e "Last Word"
- Darin Murphy - vocais de apoio em "Love Lost", "Rreality", "Bed I Made", "Forever Girl" e "Last Word"
- Ian McLagan - Órgão Hammond em "Forever Girl"
- Matt Hubbard - trombone e harmônio em "Free World"
- Steve Johnson - saxophone em "Free World"
- Andrew Noble, Luke Wollenzien e Annie Benavides - violinos em "Halfway Girl"
- Dixie Yoder e Tom Strauch - violas em "Halfway Girl"
- Colin Ferguson e Rachel Horvitz - violoncelos em "Halfway Girl"

Pessoal técnico
- Joe Blaney - mixagem
- Ryan Smith e Dave McNair - masterização
- Jeremy The Artist - retratos
- Matt Eskey - design